# 镇坪县
镇坪县是中国陕西省安康市所辖的一个县，位于陕西南部，大巴山北坡，邻接湖北和重庆。区域总面积为1504平方公里，人口約5万人。
1920年由平利县析置，属陕西省汉中道，后直属于省。1950年1月中旬，解放军陕南军区安康军分区所部控制镇坪县，是陕西省最后一个被解放的县。其后，镇坪县历属安康专区、安康地区，今属安康市。

## 行政区划
镇坪县下辖7个镇：
城关镇、曾家镇、牛头店镇、钟宝镇、上竹镇、华坪镇和曙坪镇。

## 人口
2020年末，安康市第七次全国人口普查主要数据公报显示：镇坪县常住人口为47356人，男性人口占比51.54%，女性人口占比48.46%，年龄结构中0-14岁占比18.73%，15-59岁占比57.75%，60岁以上占比23.52%，65岁以上占比17.32%。